# Tine De Moor
Tine De Moor (Gent, 8 mei 1975) is een Belgisch historicus en hoogleraar, verbonden aan de Erasmus Universiteit Rotterdam.

## Loopbaan
De Moor studeerde geschiedenis aan de Universiteit Gent en milieukunde aan de Universiteit Antwerpen. In 2003 promoveerde ze aan de Universiteit Gent op het proefschrift ‘Tot Proffijt van de ghemeensaemheijt. Gebruik, gebruikers en beheer van gemene gronden in Zandig Vlaanderen, 18de en 19de eeuw.'
In 2012 werd ze benoemd als hoogleraar aan de Universiteit van Utrecht met als leeropdracht ‘Instituties voor collectieve actie in historisch perspectief.' Haar onderzoek richtte zich op de ontwikkeling en het functioneren van instituties die gericht zijn op collectieve activiteiten, zoals gilden, markegenootschappen, moderne burgerinitiatieven en coöperaties. Ook onderzocht ze de rol van vrouwen binnen de economische ontwikkeling en bevorderde ze citizen science binnen de geschiedwetenschap.
In september 2020 zette De Moor haar onderzoek voort als hoogleraar aan de Rotterdam School of Management, onderdeel van de Erasmus Universiteit Rotterdam. Ze bekleedde hier de leerstoel ‘Sociale ondernemingen en Instituties voor Collectieve Actie.' 
De Moor was van 2014 tot 2019 lid van de Jonge Akademie van de KNAW. Tussen 2017 en 2019 was ze president van de International Association for the Study of the Commons en zette ze het internationale peerreviewed tijdschrift International Journal of the Commons op. In oktober 2018 werd ze verkozen als gemeenteraadslid voor Groen in Gent.

## Publicaties (selectie)
- De Moor, T., Warde, P.S. & Shaw-Taylor, L. (2002) The management of common land in north west Europe c. 1500-1850, 265 p, Turnhout, Brepols
- De Moor, T. & van Zanden, J.L. (2006) Vrouwen en de geboorte van het kapitalisme, Amsterdam, Boom
- De Moor, T. & Bravo, G. (2008). The Commons in Europe: from past to future. The International Journal of the Commons, 2 (2), pp. 155-161.
- De Moor, T. & van Zanden, J.L. (2010) Girlpower. The European Marriage Pattern (EMP) and labour markets in the north sea region in the late medieval and early modern period. Economic history review, 63 (1), pp. 1-33.
- De Moor, T. (2012) Inspiratie uit ons institutionele geheugen. Instituties voor collectieve actie als structurele oplossingen voor sociale dilemma's in het Europese verleden. In: V.W. Buskens & W.A.F. Maas (Eds.), Samenwerking in sociale dilemma's; voorbeelden van Nederlands onderzoek. Amsterdam: Amsterdam University Press, pp 185-208.
- Laborda Peman, M. & De Moor, T. (2013) A tale of two commons. Some preliminary hypotheses on the long-term development of the commons in Western and Eastern Europe, 11th-19th centuries. The International Journal of the Commons, 7 (1), pp. 7-33.
- De Moor, T. (2014) Cooperating for the future. Inspiration from the European past to develop public-collective partnerships and transgenerational cooperatives. In: S. Bailey, G. Farrell & U. Mattei (Eds.), Saving future generations through commons. Strasbourg Cedex: Council of Europe Publishing, pp. 81-104.
- Boele, A.H. & De Moor, T. (2017) 'Because family and friends got easily weary of taking care'. A new perspective on the specialization in the elderly care sector in early modern Holland. The Economic History Review.
- Vriens, E., Buskens, V., and De Moor, T. (2019). A network perspective on small mutual insurance groups: How embeddedness influences trust and commitment. Socio-Economic Review mwz050.[5]
- De Moor, T. and Duffhues, T. (2021). Burgercollectieven als go-between tussen burger en overheid in en na crisistijden. Coronapapers.[6]
- Van Weeren, R. and De Moor, T. (2021). Counting couples. The marriage banns registers of the city of Amsterdam, 1580-1810. Research Data Journal for the Humanities and Social Sciences.[7]